# Route européenne 846
Pour les articles homonymes, voir Route 846.
La route européenne 846 est une route reliant Cosenza à Crotone, en Calabre, dans le sud de l'Italie.